# 布恩鎮區 (愛荷華州賴特縣)
布恩鎮區（英語：Boone Township）是位於美國愛荷華州賴特縣的一個行政鎮區。

## 地方資料
根據2010年美國人口普查的數據，布恩鎮區的面積為95.39平方千米，當中陸地面積為95.39平方千米，而水域面積為0.00平方千米。當地共有人口119人，而人口密度為每平方千米1.25人。